# Miguel Briante
 (mars 2013).
Si vous disposez d'ouvrages ou d'articles de référence ou si vous connaissez des sites web de qualité traitant du thème abordé ici, merci de compléter l'article en donnant les références utiles à sa vérifiabilité et en les liant à la section « Notes et références ».
Miguel Briante est un écrivain, journaliste, scénariste et critique d'art argentin, né le 19 mai 1944 à Buenos Aires et mort le 25 janvier 1995 dans la même ville.

## Biographie
Miguel Ángel Briante est né le 19 mai 1944 dans la ville de General Belgrano, province de Buenos Aires, Argentine. En 1961, à l'âge de 17 ans, sa nouvelle « Kincón » remporte la deuxième édition du Concurso de Cuentistas Americanos organisé par la revue El escarabajo de oro, dont le jury était composé des auteurs Augusto Roa Bastos, Beatriz Guido, Dalmiro Sáenz et Humberto Costantini.
En 1964 et 1968, il publie ses deux premiers recueils de nouvelles, Las hamacas voladoras et Hombre en la orilla. En 1965, il commence à travailler comme journaliste pour les journaux et revues Confirmado, Primera Plana, Panorama, El Porteño, Tiempo Argentino et Página/12. En 1971, il est coscénariste du film Por los senderos del Libertador, que le réalisateur argentin Jorge Cedrón a réalisé pour le compte du président de facto Alejandro Agustín Lanusse. En 1975, il publie Kincón, son unique roman, basé sur la nouvelle du même nom. En 1982, il fonde la revue El Porteño avec Gabriel Levinas et Jorge Di Paola. En 1983, il publie son troisième et dernier recueil de nouvelles, Ley de juego. Entre 1989 et 1990, il est conseiller au Centro Cultural Recoleta et, entre 1990 et 1993, directeur de ce même espace. Cette dernière année, sur l'insistance de l'écrivain Juan Martini, il réédite Kincón dans une version corrigée.

Miguel Briante meurt le 25 janvier 1995 après être tombé du toit de sa maison de General Belgrano. Ses restes sont enterrés dans le cimetière de la même ville. À titre posthume, les maisons d'édition Sudamericana et Mil Botellas ont publié les anthologies Desde este mundo (2004) et Entrevistas (2019), qui reprennent une partie de son travail journalistique.

## Style
Sous l'influence d'un réalisme large, sans slogans ni restrictions, Miguel Briante a conquis avec son style, reconnaissable dès les titres, un espace solitaire et très contesté. Les histoires, les rumeurs, les absences qui peuplent cet éloignement du plein air présent dans les récits, sont à leur tour les motifs centraux d'une réalité et d'une jeunesse qui se révèlent, grâce aux mots justes, aussi irrésistibles que légendaires.
Des anecdotes qui échappent au cadre urbain habituel, des personnages présentés par la parole plutôt que par la description et un sens naturel du rythme sont quelques-unes des caractéristiques que Briante apporte à la table et avec lesquelles il parvient à renouveler l'art de raconter des histoires.

Tant dans les longs récits que dans les courtes scènes qui ne perdent pas un iota de l'intrigue narrative et de l'ampleur fictionnelle, Miguel Briante s'avère être l'une des valeurs les plus claires de la littérature argentine.

## Œuvres littéraires
Recueils de nouvelles
- Las hamacas voladoras (1964)
- Hombre en la orilla (1968)
- Ley de juego (1983)

Roman
- Kincón (1975)